# BYD K9
BYD K9 — одноповерховий міський низькопідлоговий електробус китайського автовиробника BYD. Приводиться в рух двома мотор-колесами потужністю 90 кВт і обертовим моментом 550 Нм кожне. Оснащений панелями сонячних батарей, розташованими на даху. Активно використовується в ролі міського транспорту в Шеньчжені.
Повідомлялося, що ціна на автобус буде 2–3 млн юанів (S$395,000 - S$592,600). Автобус в 2012 році почали тестувати на лініях в Індії та Китаї, Японії, Гонг-Конгу, США, Колумбії, Чилі, Іспанії, Нідерландах та Данії. Більше 200 K9 в Шеньчжені станом на кінець серпня 2012 року проїхали більше 9,216,000 км.
На одній зарядці автобус може проїхати близько 250 км.

## Галерея

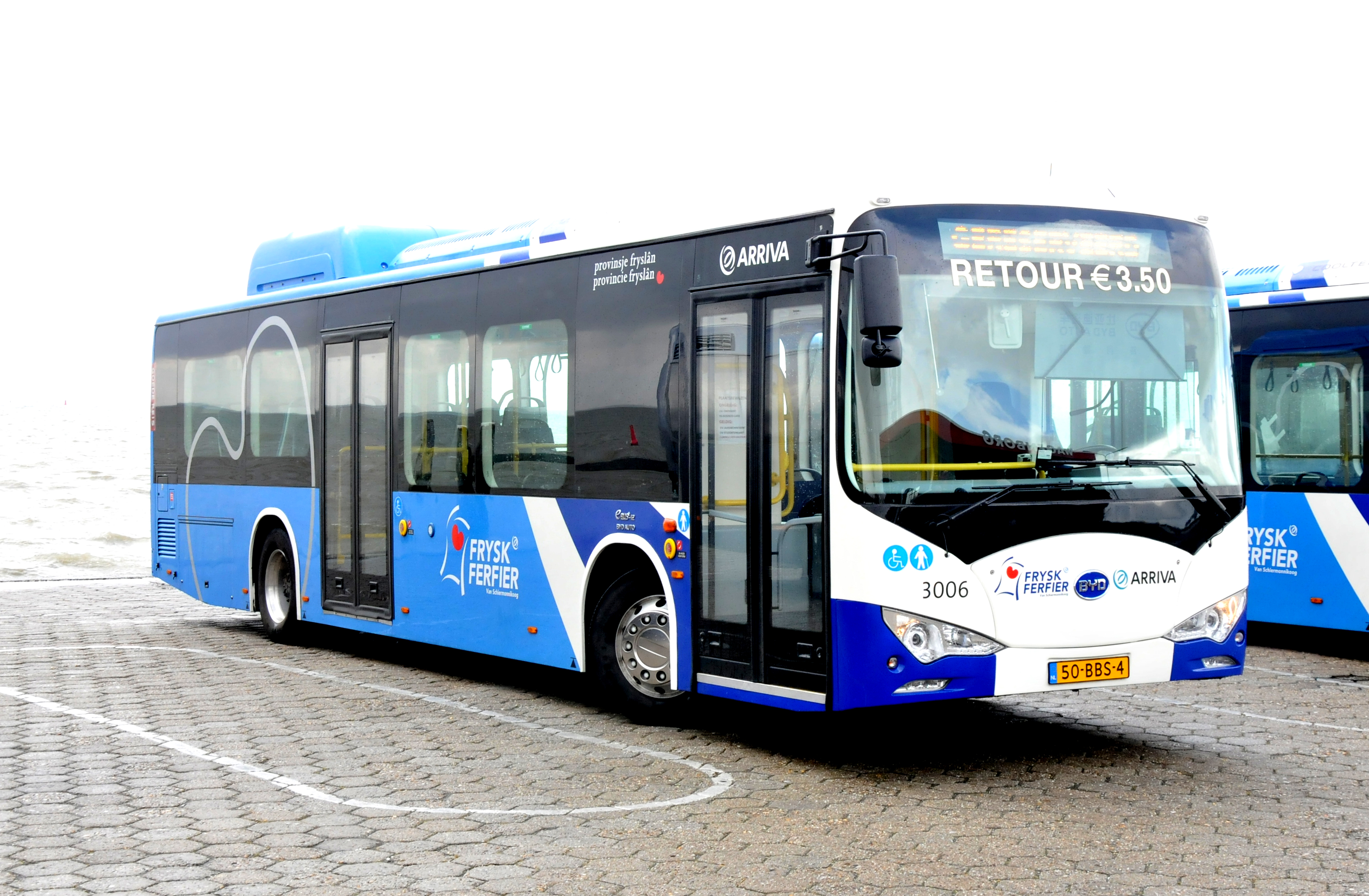
Автобуси BYD на нідерландському острові Схірмоннікоог (Schiermonnikoog)
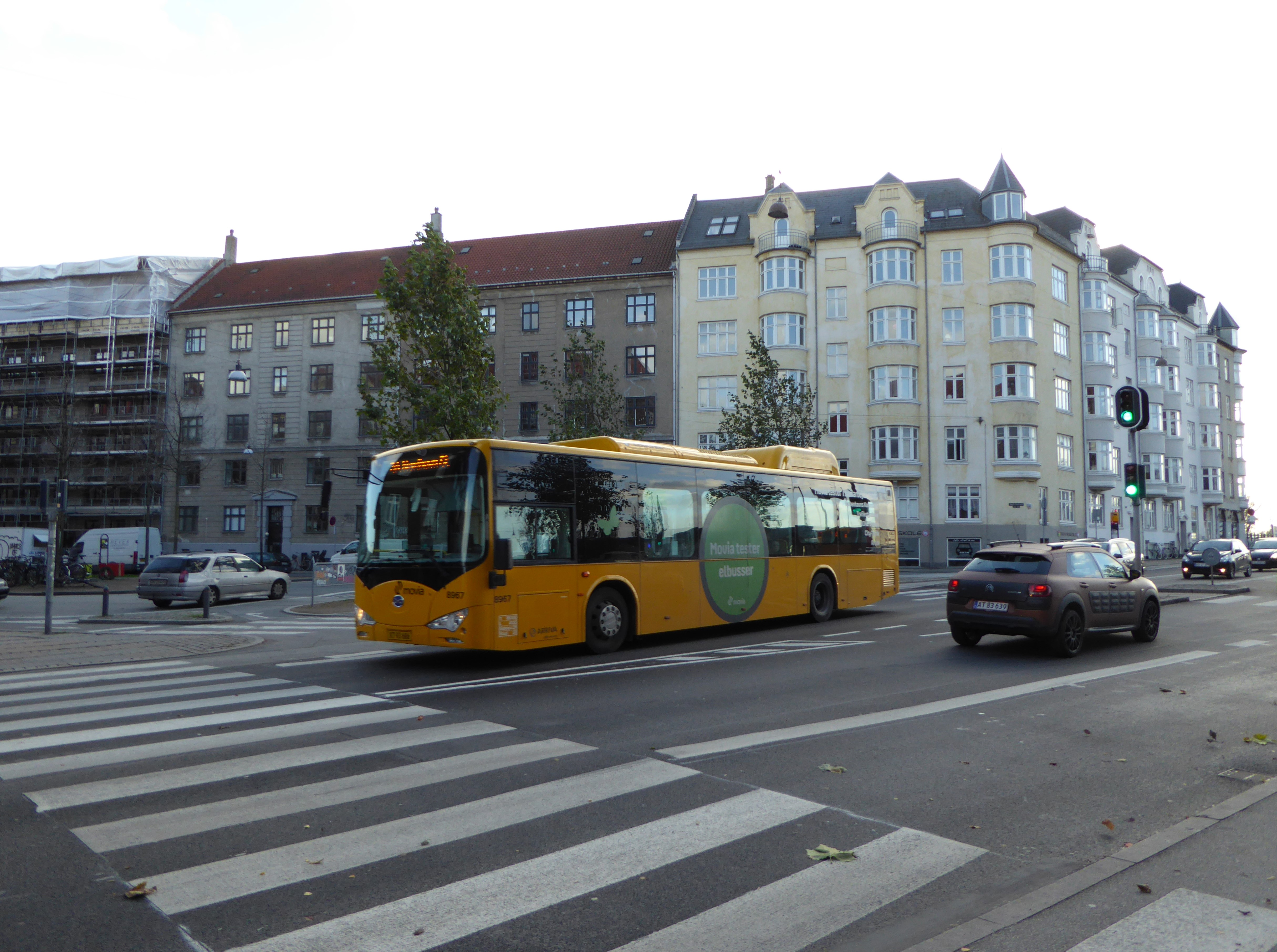
Movia bus line 3A на Enghavevej на бульварі Sønder у Вестербро в Копенгагені
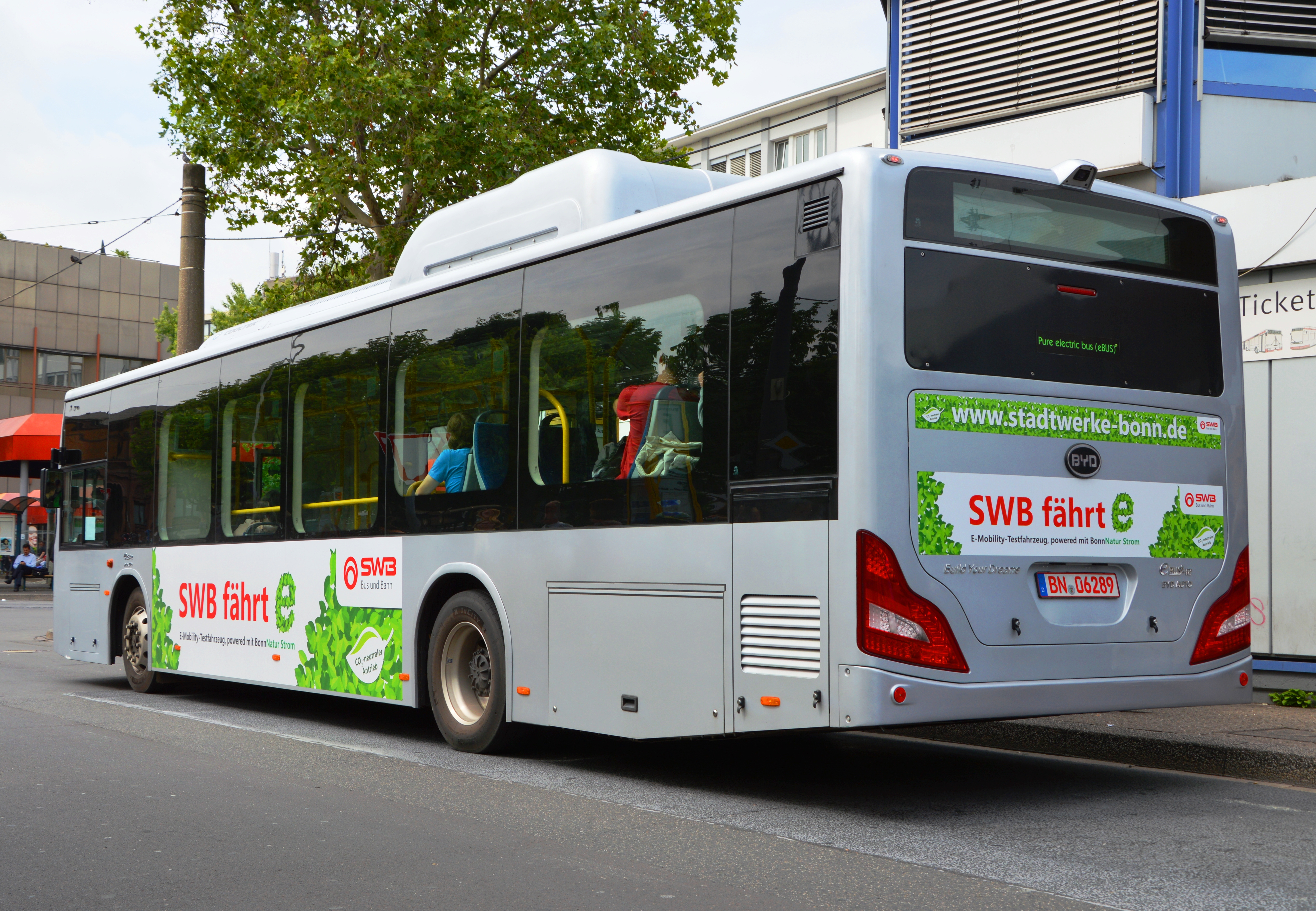
BYD в Бонні, Німеччина
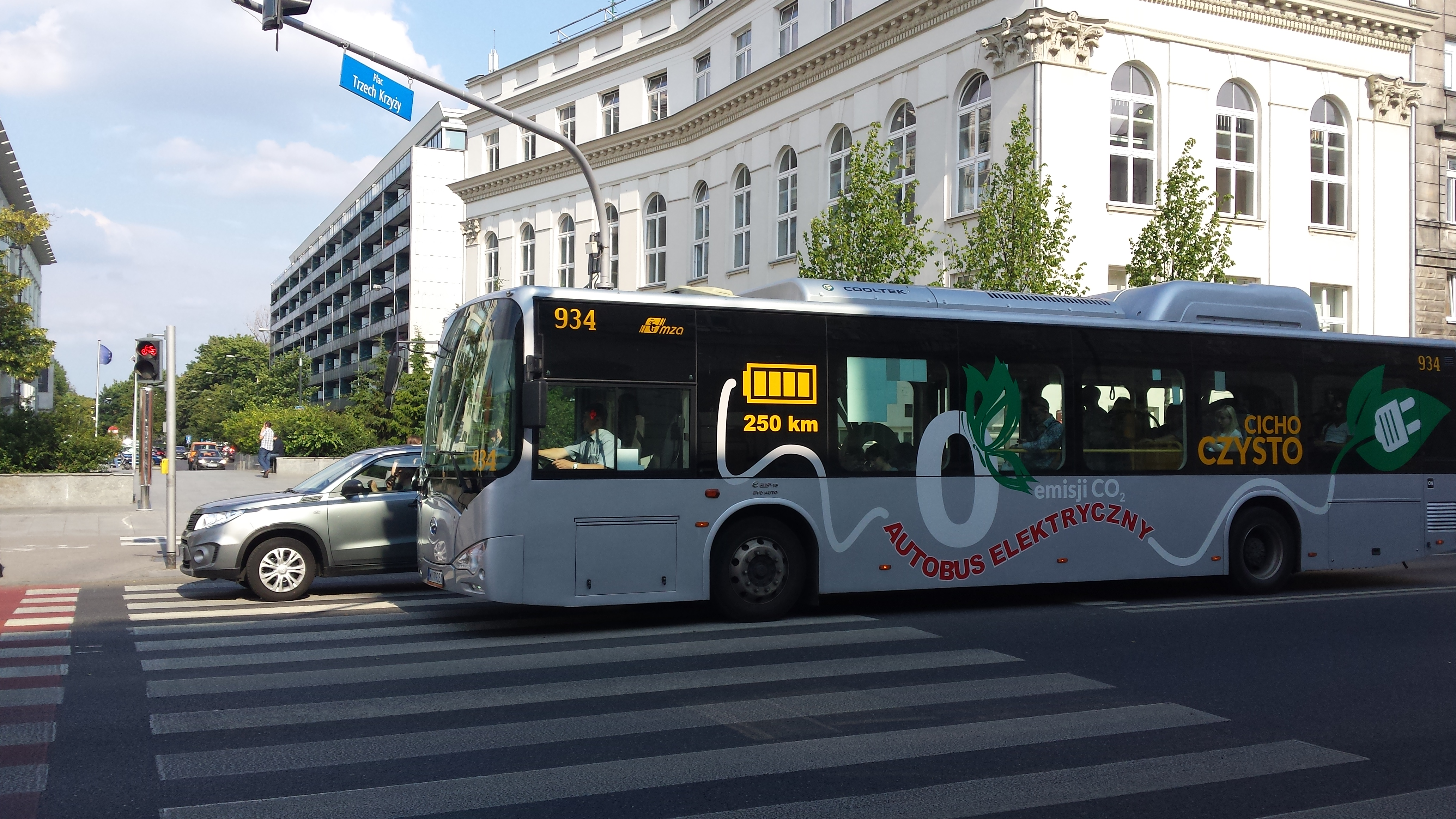
BYD у Варшаві на Ujazdowiskie Avenue
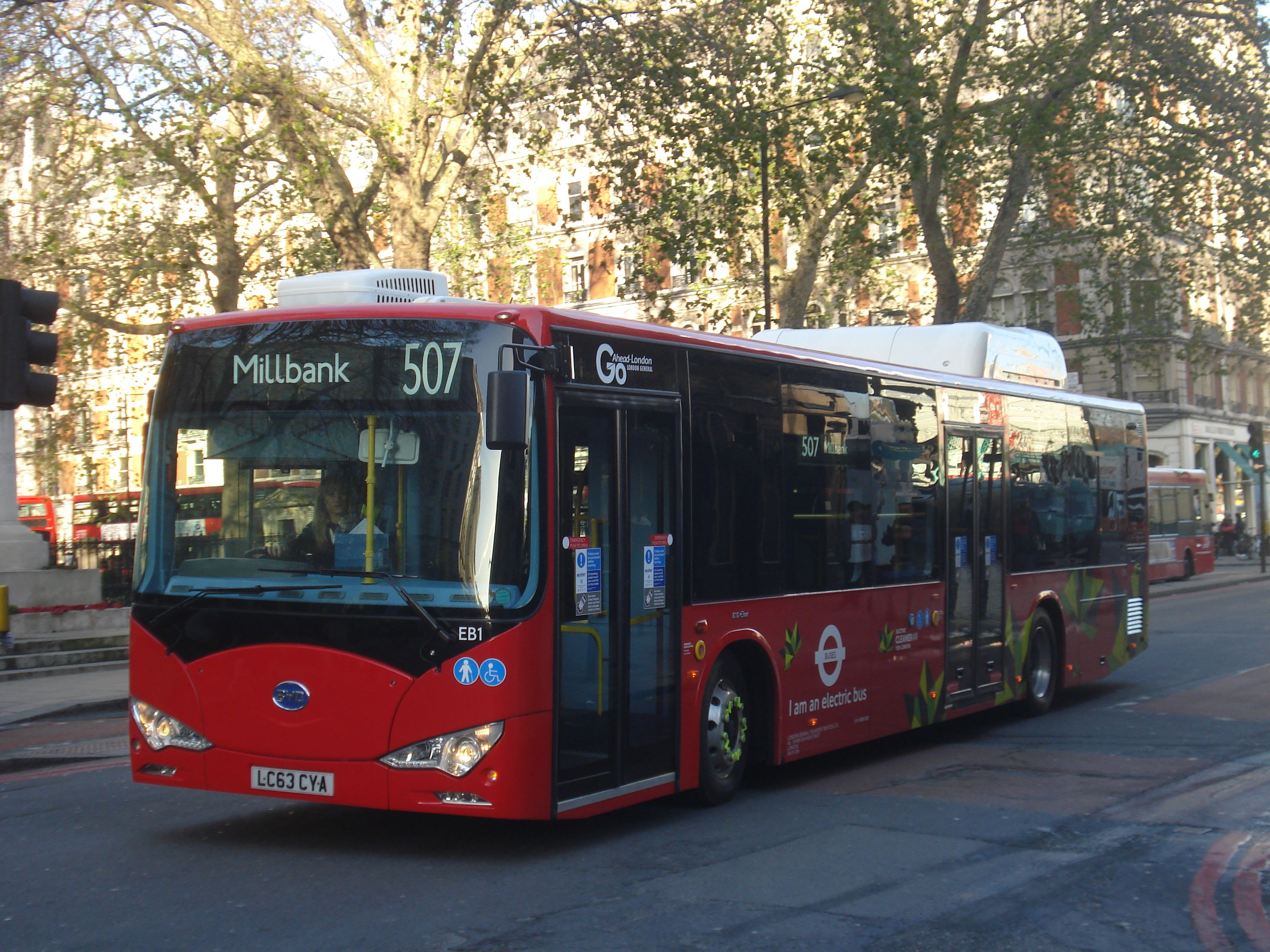
автобуси компанії London General в центрі Лондона